# Болвил (Приморска Сена)
Болвил (фр. Bolleville) насеље је и општина у северној Француској у региону Горња Нормандија, у департману Приморска Сена која припада префектури Авр.
По подацима из 2011. године у општини је живело 567 становника, а густина насељености је износила 58,27 становника/km². Општина се простире на површини од 9,73 km². Налази се на средњој надморској висини од 141 метар (максималној 153 m, а минималној 128 m).

## Демографија
| 1962. | 1968. | 1975. | 1982. | 1990. | 1999. | 2011. |
| ----- | ----- | ----- | ----- | ----- | ----- | ----- |
| 404   | 408   | 412   | 447   | 504   | 506   | 567   |

График промене броја становника у току последњих година